# نادي خدمات الشاطئ موسم 1983–84
نادي خدمات الشاطئ موسم 1983–84 هو الموسم الثاني له منذ تأسيس الدوري الفلسطيني الممتاز لقطاع غزة وتوج في هذا الموسم بالدوري.

## البطولات

### الدوري
توج بالدوري في هذا الموسم بفارق الأهداف عن شباب رفح ونادي غزة الرياضي.

### الكأس
توج بأول كأس في التاريخ بعد فوزه على نادي غزة الرياضي في النهائي.

### السوبر الفلسطيني
توج بالسوبر الفلسطيني الموحد بين الضفة الغربية وقطاع غزة ، على حساب نادي شباب الخليل.